# Cykelbil

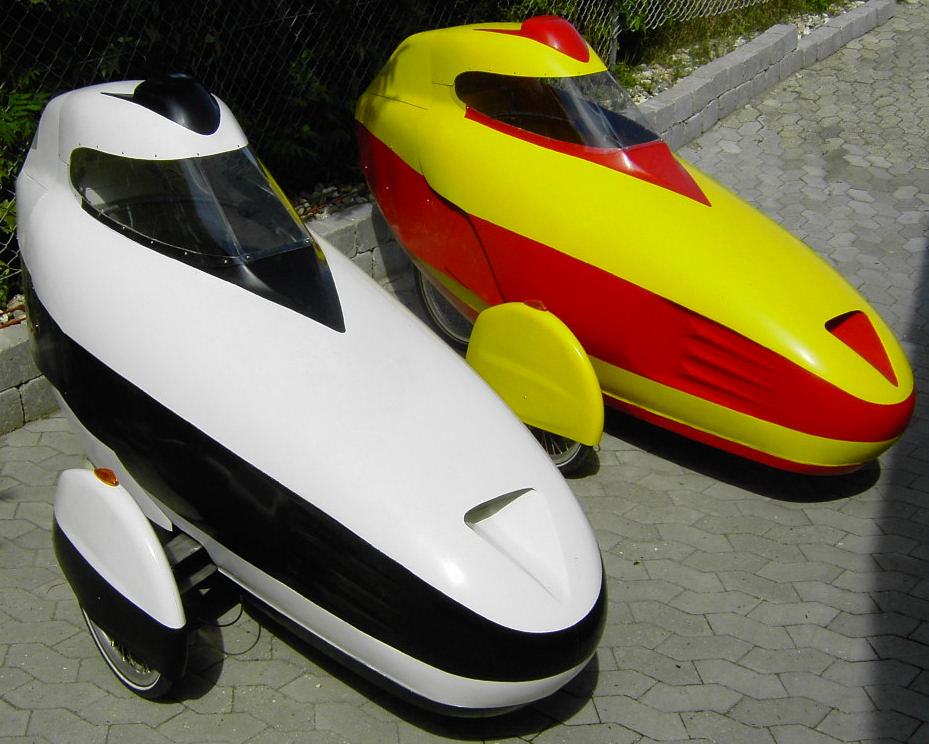
Två stycken cykelbilar av modell Leitra

En cykelbil (eller velomobil) är en liten bil utan motor som drivs av muskelkraft som en cykel. Den är vanligast i ensitsutförande men finns även som flersitsig. Den är försedd med kaross för att skydda användaren samt för att förbättra dess aerodynamiska egenskaper. Som uppfinning är cykelbilen ett derivat från liggcykeln och trehjulingar och är ej att förväxla med de strömlinjeformade tvåhjulingar som satt många världsrekord vad gäller muskeldrivna fordon.
I Sverige hade cykelbilen sin storhetstid på 1940-talet, troligen på grund av bristen på bensin under andra världskriget. Den mest kända cykelbilen är cykelbilen Fantom. Trots att den bara byggts i ett fåtal exemplar så har ritningen till den sålts i ungefär 100 000 exemplar.
Cykelbilen återupptäcktes på 1980-talet i Danmark av bland andra flygingenjören Carl-Georg Rasmussen som med inspiration från cykelbilen Fantom byggde en egen konstruktion kallad Leitra som tillverkas än i dag.